# Красный Ржавец
Красный Ржавец — деревня в Покровском районе Орловской области России.
Входит в состав Моховского сельского поселения

## География
Деревня расположена юго-восточнее деревни Критово и северо-восточнее деревни Озерное, на речке, впадающей в реку Озёрка.
В Красный Ржавец заходит просёлочная дорога. Имеются две улицы — Луговая и Полевая.

## Население
| 2010 |
| ---- |
| 13   |